# Plácido de Castro
Plácido de Castro este un oraș în statul Acre (AC) din Brazilia. La recensământul din 2007, localitatea Plácido de Castro a avut o populație de 17,258 de locuitori.
Suprafața localității Plácido de Castro este de 2,047 km². Localitatea Plácido de Castro poartă numele lui José Plácido de Castro (1873 - 1908), un militar și om politic din Brazilia. 
Vezi: http://pt.wikipedia.org/wiki/Jos%C3%A9_Pl%C3%A1cido_de_Castro